# Gabriel Baudry-Lacantinerie
Gabriel Mary Paul Baudry-Lacantinerie (Saint-Sauveur-d'Aunis, Francia, 14 de junio de 1837 - Burdeos, Francia, 17 de enero de 1913) fue un jurista francés y profesor de la Universidad de Poitiers y de la Universidad de Burdeos de la cual fue decano.

## Biografía
Gabriel Baudry-Lacantinerie era hijo de un notario francés. Recibió su título de abogado en 1858 de la Facultad de Derecho de la Universidad de Poitiers.
De 1868 a 1871 fue profesor de Derecho Civil en la misma universidad en que se graduó. Luego, de 1871 a  1903, fue profesor de Derecho Civil en la Universidad de Burdeos. A su vez, fue decano de esta última casa de altos estudios hasta su fallecimiento. 
En tiempos actuales, Baudry-Lacantinerie es citado por múltiples autores de derecho civil, resultando técnicamente una lectura obligatoria para los estudiantes de derechos y abogados especialistas en la materia civil.